# Faustynów (gmina Zelów)
Faustynów – wieś w Polsce położona w województwie łódzkim, w powiecie bełchatowskim, w gminie Zelów.
W latach 1975–1998 miejscowość należała administracyjnie do województwa piotrkowskiego.

## Historia
W tej wsi w 1841 r. osiedlili się czescy emigranci. Zakupili od Faustyny z Łyskowskich las, który wykarczowali i w miejscu tym założyli wieś. Początkowo osiedliło się tu 24 rodzin (ok. 100 osób). Ich głównym źródłem utrzymania było tkactwo. Jednocześnie wyznaczono cmentarz, a w 1850 r. postawiono budynek, w którym był dom modlitwy i szkoła elementarna. W 1921 r. było tu 36 domów (257 osób). Większość wsi spłonęła w czasie walk w 1939 r. Pamiątką po tych wydarzeniach są cztery polskie schrony bojowe, stojące w pobliżu zabudowań wsi.

## Szlaki turystyczne
Przez wieś prowadzi  niebieski turystyczny Szlak „Osady Braci Czeskich” (65 km): Widawa (PKS) – Ruda – Chrząstawa – Faustynów – Walewice – Pożdżenice – Zelów – Zelówek – Bocianicha – Grzeszyn – Gucin – Rokitnica – Talar – Barycz – Ostrów – Łask Kolumna (PKP, PKS).